# Буснак
Бусна́к (фр. Boussenac, окс. Bocenac) — коммуна во Франции, находится в регионе Окситания. Департамент коммуны — Арьеж. Входит в состав кантона Масса. Округ коммуны — Сен-Жирон.
Код INSEE коммуны — 09065.

## Население
Население коммуны на 2008 год составляло 188 человек.
| 1962 | 1968 | 1975 | 1982 | 1990 | 1999 | 2008 |
| ---- | ---- | ---- | ---- | ---- | ---- | ---- |
| 205  | 306  | 227  | 213  | 172  | 184  | 188  |

## Экономика
В 2007 году среди 111 человек в трудоспособном возрасте (15—64 лет) 66 были экономически активными, 45 — неактивными (показатель активности — 59,5 %, в 1999 году было 59,0 %). Из 66 активных работали 48 человек (27 мужчин и 21 женщина), безработных было 18 (8 мужчин и 10 женщин). Среди 45 неактивных 10 человек были учениками или студентами, 17 — пенсионерами, 18 были неактивными по другим причинам.